# Okergele stropharia
De okergele stropharia (Psilocybe coronilla) is een schimmel die behoort tot de familie Strophariaceae. De paddenstoel leeft als terrestrische saprotroof op kale grond en op grasresten in schrale graslanden. Hij komt voor tussen helm (Ammophila arenaria) en aanspoelsel in de buitenduinen. Hij komt vooral voor op droge, kalkhoudende zandige bodems, maar ook in tamelijk vette graslanden op klei. Hij lijkt op een kleine champignon, maar is goed te onderscheiden door de lamellen die niet vrij zijn. 

## Kenmerken

### Uiterlijke kenmerken
Hoed
Hij heeft een zwak gewelfde, strogele hoed. De hoed is ongeveer 2 tot 5 cm in diameter. Hij is halfbolvormig als het jong is en wordt later bol. De kleur is bleekgeel tot citroengeel aan de bovenzijde, soms wat schilferig met de leeftijd, enigszins vettig als het nat is. 
Lamellen
De lamellen zijn aangehecht, vrij dicht opeen. De kleur is op jonge leeftijd bleek grijsbruin, later blauwviolet-paarsgrijs, met een lichtere en schilferige rand.
Steel
De witte steel is 2,5 tot 4 cm lang en 5 tot 10 mm dik. Het heeft een afstaand, vliezig, geribbeld ringetje dat aan de bovenkant een wollige uiterlijk heeft. Bij jonge exemplaren is het vol, op oudere leeftijd is het hol. De steel is stijf en breekt gemakkelijk. Aan de steelbasis zijn soms witte myceliumdraden te zien 
Geur
De paddenstoel heeft een onaangename geur.
Sporenprint
De sporenprint is paarsbruin.

### Microscopische kenmerken
De elliptische en dikwandige sporen meten 7,5-9 × 4-5 µm. Ze hebben een zwakke of onzichtbare kiempore. In het hymenium zijn chrysocystidia aanwezig. Deze zijn knotsachtige of flesvormig van vorm en meten 25–40 × 5–14 µm. Ze bevatten brekende insluitsels. De pleurocystidia zijn 28-40 µm lang. De basidia zijn viersporig en meten 15–25 × 6–8 µm.

## Verspreiding
De okergele stropharia komt met name voor in Noord-Amerika en Europa. In Europa loopt het verspreidingsgebied van Spanje, de Balearen, Corsica en Italië over West-Europa naar Zweden en Finland, naar het oosten naar Polen. In Nederland komt de paddenstoel algemeen voor. Hij staat niet op de rode lijst en is niet bedreigd.